# Ashok Chundunsing
Ashok Chundunsing est un footballeur puis entraîneur mauricien. Il évolue au poste d'attaquant au sein de l'Hindu Cadets et de l'équipe nationale dans les années 1970.
Devenu entraîneur, il dirige notamment le Sunrise Flacq United et occupe le poste de sélectionneur de Maurice à deux reprises.

## Biographie
Ashok Chundunsing évolue au poste d'attaquant au sein de l'Hindu Cadets dans les années 1970. Il remporte avec ce club trois titres de champion. Il est également international mauricien à cette période.
Il est l'entraineur du Sunrise Flacq United dans les années 1990, où il connaît le succès avec plusieurs titres de champion. Il dirige également l'Olympique de Moka ainsi que le Roche Bois Boy Scout et Faucon Flacq SC.
Nommé sélectionneur de Maurice en 1998, il perd sa place à la suite de deux défaites face à La Réunion. De nouveau nommé sélectionneur en 2007, il est licencié du poste sélectionneur en septembre 2008 à la suite des mauvais résultats de l'équipe, mais aussi à cause des cinq matchs de suspension qu'il reçoit après avoir discuté avec un arbitre pendant le match contre le Cap-Vert. Il accepte ensuite en avril 2009 le poste d'entraineur du Curepipe Starlight SC, qu'il dirige jusqu'en juillet